# 태풍 파사이 (2019년)
일본에서 레이와 원년 보소반도 태풍(令和元年房総半島台風)으로 알려진 태풍 파사이(Faxai)는 2004년 태풍 망온 이후, 또 2016년 민들레 이후 간토 지방을 강타한 첫 번째 태풍이자 간토 지역을 강타한 가장 강력한 태풍이었다. 또한 한 달도 채 지나지 않아 더 파괴적인 태풍 하기비스가 이 지역을 강타할 때까지 2011년 태풍 탈라스 이후 이 지역에 최악의 피해를 입혔다. 2019년 태평양 태풍 시즌의 15번째 폭풍으로 형성된 파사이의 전조는 8월 29일 국제 날짜 변경선 동쪽에서 약한 열대 저기압으로 처음 언급되었다. 그 우울증은 이후 8월 30일 서태평양 분지로 들어갔다. 일반적인 서쪽 방향에서 시스템은 9월 5일까지 명명된 열대성 폭풍으로 강화되었다. 그 후 파사이는 다음날 시즌의 6번째 태풍으로 강화되었다. 이틀 후, 파사이는 일본 본토에 상륙하기 직전에 카테고리 4 태풍으로서 최고 강도에 도달했다. 북동쪽으로 방향을 틀면서 파사이는 급격히 약화되어 9월 10일에 온대 지방이 되었다.
3명이 사망하고 147명이 부상당했다. 39만 명 이상의 사람들에게 대피가 촉구되었다. 파사이는 934,000 가구에 전력 공급을 중단했다. 폭풍으로 인해 동일본여객철도의 열차 서비스가 취소되었다. 정전으로 인해 2명이 열사병으로 사망했다. 일본의 총 손실액은 미화 100억 달러로 확정되었다.

## 같이 보기
- 태풍 아이다 (1958년)
- 태풍 망온 (2004년)
- 태풍 민들레 (2016년)
- 태풍 하기비스 (2019년)